# 沼田国造
沼田国造（ぬたのくにのみやつこ）は、古代には、現在の広島県三原市の沼田川（ぬたがわ）周辺地域を支配したとされる国造。

## 概要
沼田神社社家の筑紫家が自称し、『三原市史』がその存在を唱えた国造である。

### 祖先
- 社家の伝承では阿岐国造等の祖である飽速玉命を家祖とする。

### 氏族
筑紫氏（つくしうじ、姓は不明）。
支配領域は律令制が徐々に及び、中世になると、この地域は西園寺家の荘園沼田荘（ぬたのしょう）となった。荘の下司は『楽音寺縁起絵巻』由来の在豪族の沼田氏（藤原倫実?）であった。その後、西園寺家は力を失い、戦国時代には土肥実平が地頭職となり、以降小早川氏の支配下に置かれたが、その間、筑紫家は、現在の三原市沼田東町本市にある沼田神社（旧渟田宮）の社家として存続し戦後まで続いた。尚、明治12年の届出記録よるとこの他沼田東町片島にある小方島神社、沼田東町七宝にある七宝厳島神社、亀山神社他の沼田東にある全ての神社も祠官されていた。筑紫家所蔵の旧記によると「寛永2年（1625年）大宮司国造宮内太夫藤原直正書之」とある。筑紫家の墓地は沼田東町七宝の亀山などに残されている。最後の当主は神話学者の筑紫申真。なお、筑紫の読みは「つくし」であり、九州発祥の筑紫（ちくし）氏とは無関係である。

## 本拠

### 支配領域
国造の支配領域は当時沼田国と呼ばれていた地域、現在の沼田川周辺に当たると考えられる。
ただし、国造が列記される「国造本紀」（『先代旧事本紀』第10巻）を初めとして、史料に「沼田国造」の記載はない。「国造本紀」には、沼田川を含む安芸地域（のちの安芸国）全体で阿岐国造の記載があるのみである。これに関して『三原市史』では、「国造本紀」が全国の国造を網羅したものでないとする説を基に、沼田川流域に国造があった可能性を指摘している。実際に『古事記』にのみ記載される本巣国造や牟義都国造、『諏訪氏系図』にのみ記載される洲羽国造や木蘇国造があるなど、全てを網羅できていない可能性がある。

## 氏神
沼田神社では須佐之男神と櫛名田比売神を祀る。